# ヴードゥー・エクスピリエンス
ヴードゥー・エクスピリエンス（The Voodoo Experience）あるいはヴードゥー・ミュージック・アーツ・エクスピリエンス（The Voodoo Music + Arts Experience）は、米国ルイジアナ州ニューオーリンズで毎年開催される音楽フェスティバルである。一般的にはヴードゥー・フェス（Voodoo Fest）、あるいは単にヴードゥー（Voodoo）と呼ばれている。

## 概要
1999年10月のハロウィンの週末に第一回のフェスティバルが開催された。その後は、年によってハロウィンの週末、あるいはハロウィンの1週間前の週末のいずれかに開催されている。主催者側は、2009年については、ハロウィンの週末に開催するとしている。
ヴードゥー・エクスピリエンスは、9年間の開催実績の中で、アーティスト数延べ450組を出演させ、100万人近い観客を動員した。またポールスターの音楽フェスティバル賞に二度ノミネートされている。
ヴードゥー・エクスピリエンスは、マリリン・マンソン、50セント、レッド・ホット・チリ・ペッパーズ、デュラン・デュラン、ナイン・インチ・ネイルズ、R.E.M.、311といった全米で著名なアーティストから、ミーターズ、トロンボーン・ショーティー、ドクター・ジョンといった地元ルイジアナのミュージシャンまで、幅広いジャンルのアーティストの出演で知られる。

## ギャラリー

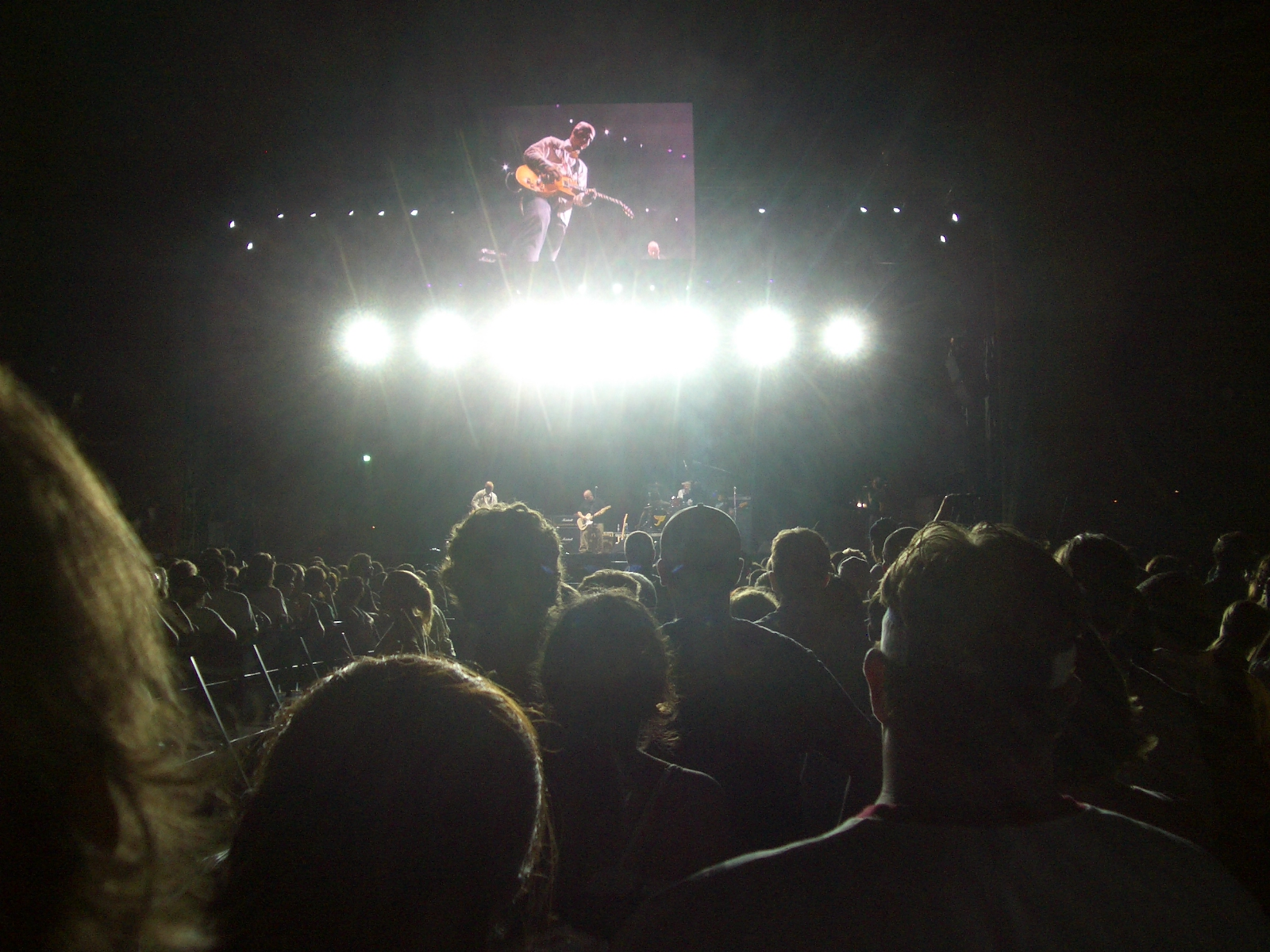
2004
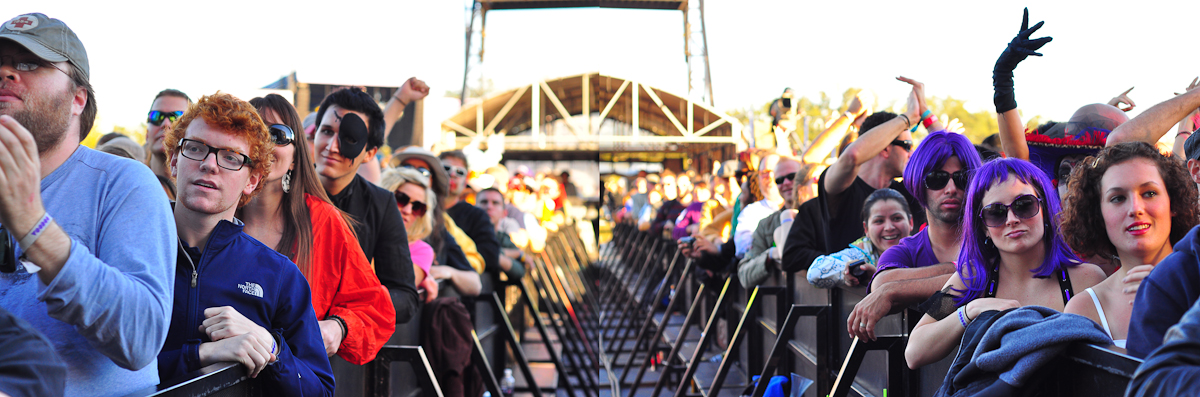
2009
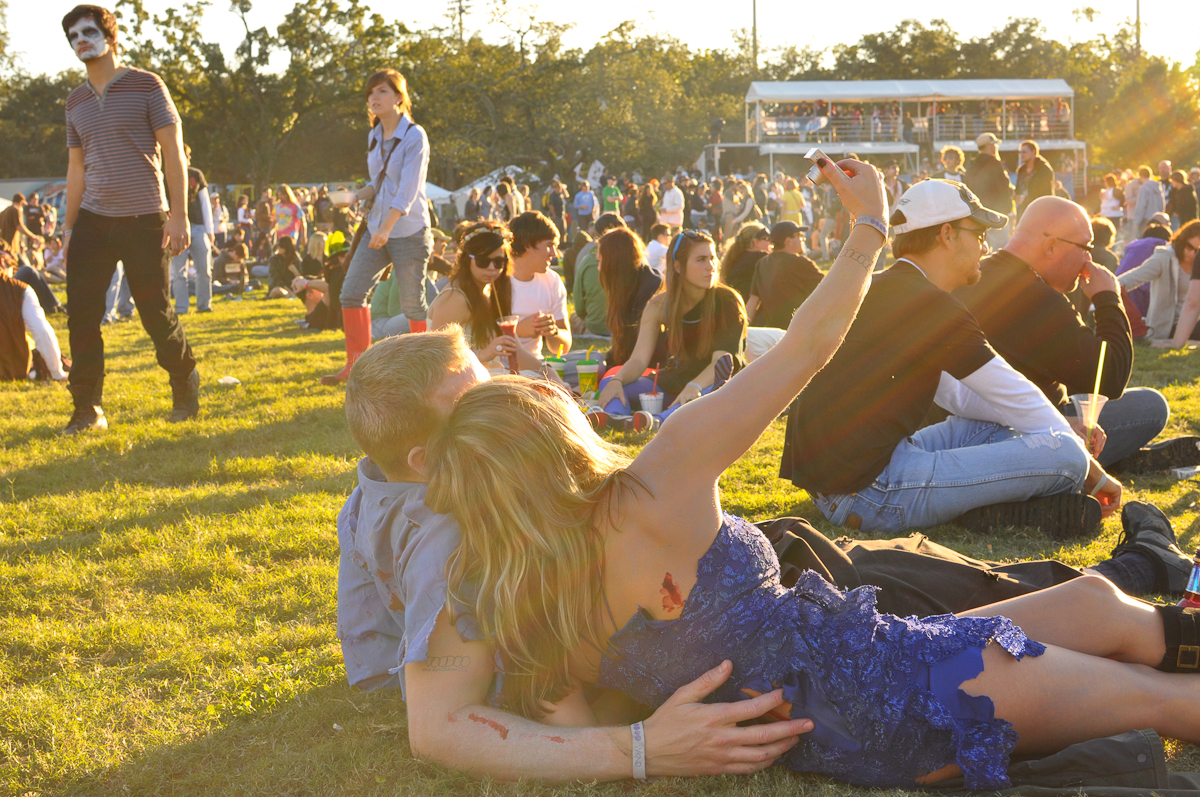
2009
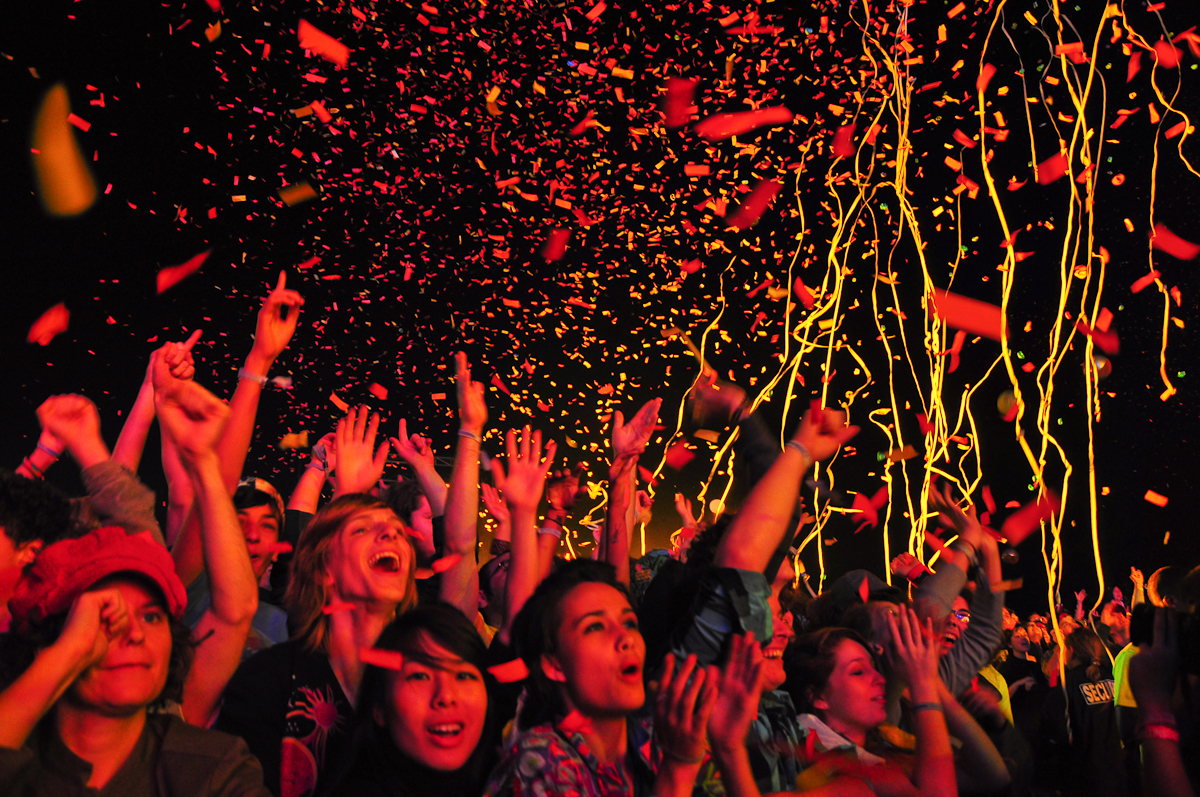
2009